# Julian Alaphilippe
Julian Alaphilippe (n. 11 iunie 1992, Saint-Amand-Montrond, Centre, Franța) este un ciclist francez, membru al echipei Deceuninck-Quick Step. Inițial specialist în ciclocros, s-a dedicat ciclismului rutier de când a devenit profesionist în 2013. Fratele său mai mic, Bryan, este și el ciclist.
Specialist în curse clasice, a câștigat în special cursa Milano-San Remo 2019, clasica San Sebastián 2018, Săgeata Valonă 2018 și 2019, cursă pe care a terminat-o de două ori pe locul doi în 2015 și 2016, precum și Strade Bianche 2019. De asemenea, a terminat pe locul doi în Liège-Bastogne-Liège 2015, Turul Lombardiei 2017 și al treilea în Milano-San Remo 2017. În cursele de etapă, a câștigat Turul Californiei 2016 și Turul Marii Britanii 2018. A câștigat o etapă din Turul Spaniei și patru etape din Turul Franței, precum și titlul de cel mai bun cățărător în 2018. A terminat Turul Franței 2019 pe locul cinci, după ce a deținut tricoul galben timp de 14 zile și a primit trofeul combativității.
S-a clasat pe primul loc în lume în perioada 24 martie - 15 septembrie 2019.